# Thunderbolt: A Tribute to AC/DC
Thunderbolt: A Tribute To AC/DC - płyta mająca na celu nadanie hołdu zespołowi AC/DC. Wykonywana jest przez różnych artystów i zespoły z gatunku muzyki heavymetalowej.

## Utwory
1. "Highway to Hell" (4:00) – wykonawca Quiet Riot
2. "Little Lover" (4:36) – wykonawca Sebastian Bach
3. "Back in Black" (4:30) – wykonawcy  Joe Lynn Turner i Phil Collen
4. "Live Wire" (5:51) – wykonywana przez zespół The Sensational Whitskiteer
5. "Sin City" (4:55) – wykonawca Jack Russell
6. "Ride On" (5:39) – wykonywana przez zespół The Sensational Whitskiteer
7. "Shake A Leg" (4:21) – wykonawca John Corabi
8. "Whole Lotta Rosie" (4:20) – wykonawca Stephen Pearcy
9. "Night Prowler" (5:43) – wykonawca Dave Meniketti
10. "It's a Long Way to the Top" (5:37) – wykonawca Lemmy Kilmister
11. "Walk All Over You" (4:54) – wykonawca Dee Snider
12. "T.N.T." (3:43) – wykonawca Sebastian Bach